# Tmesisternus lotor
Tmesisternus lotor es una especie de escarabajo del género Tmesisternus, familia Cerambycidae. Fue descrita científicamente por Pascoe en 1860.
Habita en Indonesia. Esta especie mide 16-22 mm.